# Viivi Luik
Viivi Luik (Tänassilma, 6. studenog 1946.) je estonska književnica i pjesnikinja. Od 1974. u braku je s piscem i diplomatom Jaakom Jõerüütom.

## Djela
- "Pilvede püha" (zbirka poezije, 1965.)
- "Taevaste tuul" (zbirka poezije, 1966.)
- "Hääl" (zbirka poezije, 1968.)
- "Lauludemüüja" (zbirka poezije, 1968.)
- "Ole kus sa oled" (zbirka poezije, 1971.)
- "Pildi sisse minek" (zbirka poezije, 1973.)
- "Leopold" (knjiga za djecu, 1974.)
- "Salamaja piir" (priča, 1974.)
- "Vaatame mis Leopold veel räägib" (knjiga za djecu, 1974.)
- "Põliskevad" (zbirka poezije, 1975.)
- "Leopold aitab linnameest" (knjiga za djecu, 1976.)
- "Luulet 1962–1974" (antologija, 1977.)
- "Maapäälsed asjad" (zbirka poezije, 1978.)
- "Tubased lapsed" (knjiga za djecu, 1979.)
- "Rängast rõõmust" (zbirka poezije, 1982.)
- "Kõik lood Leopoldist" (knjiga za djecu, 1984.)
- "Seitsmes rahukevad" (roman, 1985.)
- "Kolmed tähed" (knjiga za djecu, 1987.)
- "Ajaloo ilu" (roman, 1991.)
- "Inimese kapike" (esej, 1998.)
- "Maa taevas: luulet 1962-1990" (antologija, 1998.)

## Vanjske poveznice
- službena stranica (estoski i njemački)